# Pojoaque Pueblo
Pojoaque Pueblo è un census-designated place degli Stati Uniti d'America, nella  Contea di Santa Fe nello stato del Nuovo Messico. Secondo i dati dello United States Census Bureau riferito all'anno 2000, ha una popolazione di 1.261 abitanti su un'area totale di 7,5 km².
Il Pueblo di Pojoaque è uno degli Otto Pueblo Settentrionali.

## Geografia fisica
Pojoaque Pueblo è situato a circa 30 km a nord di Santa Fe, lungo la riva sinistra del Rio Grande e ovest della punta meridionale dei Monti Sangre de Cristo.
Intorno a Pojoaque Pueblodi si estende per 54,79 km² la riserva indiana dei pueblo di Pojoaque con una popolazione di 2.712 abitanti. I Publo di Pojoaque fanno parte del gruppo dei Tewa e parlano una lingua della famiglia delle lingue Kiowa-Tano detta Lingua Tewa.